# Emesis heterochroa
Emesis heterochroa är en fjärilsart som beskrevs av Carl Heinrich Hopffer 1874. Emesis heterochroa ingår i släktet Emesis och familjen Riodinidae. Inga underarter finns listade i Catalogue of Life.